# 10431 Pottasch
10431 Pottasch è un asteroide della fascia principale. Scoperto nel 1960, presenta un'orbita caratterizzata da un semiasse maggiore pari a 2,7540613 UA e da un'eccentricità di 0,2059773, inclinata di 4,89535° rispetto all'eclittica.